# Totalitarismo

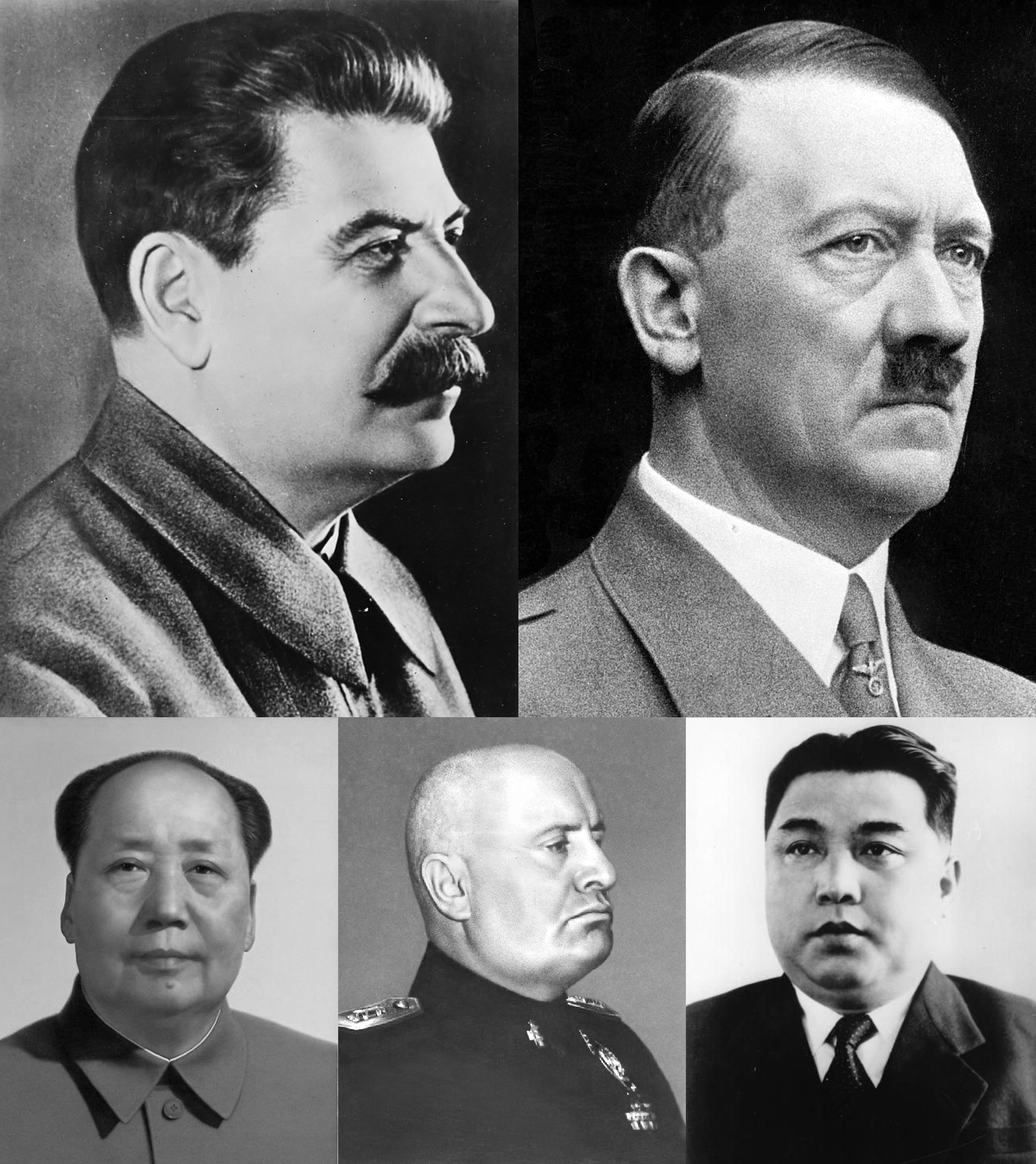
Entre los líderes frecuentemente acusados de gobernar regímenes totalitarios, de izquierda a derecha y de arriba a abajo en la imagen, están Iósif Stalin, secretario general del Comité Central del Partido Comunista de la Unión Soviética (1922-1952); Adolf Hitler, Führer und Reichskanzler de Alemania (1934-1945); Mao Zedong, presidente del Comité Central del Partido Comunista de la República Popular China (1945-1976); Benito Mussolini, presidente del Consejo de Ministros del Reino de Italia (1922-1943) y Duce de la República Social Italiana (1943-1945); y Kim Il-sung, líder supremo (1948-1994) y «presidente eterno» de la República Popular Democrática de Corea.

Totalitarismo es el término por el que se conoce a las ideologías, movimientos y regímenes políticos donde el Estado ejerce en la sociedad un poder «total» sin divisiones, donde no hay libertad o es muy limitada. 
El término nació en el periodo de entreguerras en el seno de los fascismos para definir el régimen político que querían construir en oposición al Estado liberal («Todo dentro del Estado, nada fuera del Estado, nada contra el Estado», decía Benito Mussolini cuando hablaba del Estado totalitario; el líder nazi Joseph Goebbels afirmó en 1933: «Nuestro partido ha aspirado siempre al Estado totalitario... la meta de la revolución nacionalsocialista tiene que ser un Estado totalitario que penetre en todas las esferas de la vida pública»). Tras la Segunda Guerra Mundial fue Hannah Arendt (The Origins of Totalitarism, 1951) la que lo propuso como categoría para definir a determinados regímenes e ideologías políticas, con especial referencia al nazismo y al estalinismo, y fueron Carl Joachim Friedrich y Zbigniew Brzezinski (Totalitarian Dictatorship and Autocracy, 1956) los que concretaron sus rasgos por oposición a la democracia liberal, dando nacimiento a la teoría del totalitarismo. Estos últimos, en el contexto de la guerra fría, consideraron al comunismo soviético como la máxima expresión del totalitarismo, en cuanto que negaba «el pluralismo social, cultural e incluso religioso de la sociedad civil».
Los totalitarismos, o regímenes totalitarios, se diferencian de otros regímenes autocráticos por ser dirigidos por un partido político que pretende ser o se comporta en la práctica como partido único y se funde con las instituciones del Estado. Por lo general, estos regímenes exaltan la figura de un líder que tiene un poder ilimitado que alcanza todos los ámbitos y se manifiesta a través de la autoridad ejercida jerárquicamente. Impulsan un movimiento de masas en el que se pretende encuadrar a toda la sociedad (con el propósito de formar un «hombre nuevo» en una «sociedad perfecta»), y hacen uso intenso de la propaganda y de distintos mecanismos de control social y de represión como la policía secreta.[cita requerida]

## Definición
Los politólogos estadounidenses, de origen europeo, Carl Joachim Friedrich y Zbigniew Brzezinski fueron los que definieron los rasgos característicos de los regímenes totalitarios por oposición a los regímenes democráticos. Su libro Totalitarian Dictatorship and Autocracy se publicó en 1956 pero sigue siendo el estudio de referencia sobre el tema. El historiador español Enrique Moradiellos ha resumido los rasgos definitorios del totalitarismo tal como se expone en el siguiente cuadro:
| Régimen totalitario |
| Presencia de un poder hegemónico, personificado e individualizado en un líder carismático que ejerce su autoridad absoluta de modo monopolístico y sin autonomía apreciable para mandos intermedios. |
| Existencia de un partido único de masas que forma parte integral del aparato del Estado y que responde a una ideología precisa y definida, frecuentemente salvífica y semirreligiosa.                |
| Pretensión de control absoluto de todas las actividades políticas y sociales, con la reducción al mínimo o supresión simple de la esfera de la vida social privada.                                  |
| Mantenimiento de un alto grado de movilización política de la población a través de canales y vías de encuadramiento oficial: sindicatos, organismos juveniles, grupos de mujeres, etc.              |
| Control policiaco y represión intensa y activa de toda oposición latente o patente y de cualquier grado de libertad de prensa y de comunicación.                                                     |
| Voluntad de control y centralización de la vida económica mediante políticas ultranacionalistas y autárquicas como vehículo para el reforzamiento militar del Estado.                                |

### Aspecto sociológico
El totalitarismo es un monismo sociológico porque su ideología supone la inexistencia y consecuente negación de la persona como un elemento individual que posee libre albedrío, y más bien considera al individuo en función de la sociedad, el ser humano es humano en cuanto a que es parte o miembro de una sociedad, no en cuanto a que es una persona para sí.
En las dictaduras de tipo marxista el fenómeno totalitario no es parte intrínseca de la doctrina que las determina pero sí parece ser una consecuencia  de su aplicación práctica. Las diferentes corrientes marxistas han dado diferentes respuestas al fenómeno desde las restricciones que el marxismo impone a una definición particular de dominación política que implica tanto una ingeniería social consciente como una dominación determinada políticamente, ambas situaciones previstas solo unas pocas veces en el análisis histórico marxista de la sociedad (que considera irrelevante la autonomía privada de la volición individual como paso necesario para la expresión libre de una determinada consciencia de clase, y para la cual basta -salvo en el análisis de Marx sobre el bonapartismo- con la "dominación económica" para que se ejerza a su vez la "dominación política"); mucho menos prevé el marxismo un fenómeno similar dentro de una sociedad determinada por la misma doctrina marxista, ya que esta es considerada como una sociedad en proceso de emancipación y no, al contrario, una en proceso de degradación del colectivismo que pueda mantenerse en el tiempo (lo que implicaría la posibilidad de la formación de una nueva clase burocrática o la autonomía bonapartista del Estado por parte de la élite política, que complicaría la dialéctica de las hipótesis básicas del materialismo histórico).
Para el marxismo, la dictadura del proletariado (a su vez unificada y organizada por el marxismo mediante el movimiento y el partido Comunista) se ejerce como forma de discriminación y persecución política contra las clases antagónicas (mientras que permanecería siendo democrática y políticamente tolerante para el proletariado y el campesinado como clase aliada), pero casi no contempla nada más: el marxismo analiza la coerción estatal siempre como "dominación de una clase por otra", y la dictadura del proletariado solo variaría de todas las demás dominaciones de clase (según la categorización marxista de modos de producción: "dictadura" de la burguesía, "dictadura" de la nobleza, etc.) en que esta sería una dictadura política consciente, planificada y manifiesta. Sin embargo en el particular caso del proletariado existe una cierta subordinación de los individuos de la clase, a la clase como colectividad que ejerce sobre ellos la dictadura:

El grupo de vanguardia (los conductores del proceso de ideologización) es ideológicamente más avanzado que la masa; esta conoce los valores nuevos, pero insuficientemente. Mientras en los primeros se produce un cambio cualitativo que le permite ir al sacrificio en su función de avanzada, los segundos sólo ven a medias y deben ser sometidos a estímulos y presiones de cierta intensidad; es la dictadura del proletariado ejerciéndose no sólo sobre la clase derrotada, sino también individualmente, sobre la clase vencedora.

Esta subordinación es parte necesaria de la capacidad del socialismo de ejercer un control consciente sobre la construcción de toda la sociedad, y que se hace imposible para otras clases dominantes que no dominan su economía conscientemente mediante la planificación económica ya que las sociedades civiles basadas en la propiedad privada no pueden colectivizarse o subordinarse totalmente al colectivismo estatal sin desaparecer, y por tanto apenas pueden lograr subordinar a sus miembros a un mero "interés público" no determinable o a parciales formas de "acción colectiva".
Los críticos del marxismo (o bien los críticos marxistas que se oponen a la caricatura totalitaria en la que se habrían convertido los regímenes marxistas) llaman la atención acerca del carácter totalitario de esta subordinación política del proletario a la colectividad de su clase, ya que esta se da en ámbitos personales que van más allá de la socialización de la producción; y a su vez señalan la subordinación de la clase a su propia "debida" consciencia de clase (que se convierte en sucedáneo de un nexo democrático entre la participación obrera y la dirigencia política que controla una ideología única) encarnada en la causa revolucionaria de la elite intelectual que lidera el partido único (el que a su vez lleva a nivel nacional y estatal su propia propaganda de masas), particularmente en los cuales esta subordinación no es voluntaria sino coercitiva, y su competencia interna por el poder va delegando las jefaturas hasta un individuo único, líder e ideólogo, tomado como referente para el ejercicio de un culto a la personalidad.
En las dictaduras de tipo fascista, el sujeto individual existe en tanto y cuanto es para una población étnica y nacional que comparte un mismo pasado y cultura, por lo que el individualismo si está presente, priman los intereses no de la razón de una mayoría sino de la “voluntad” de una etnia. El pensamiento doctrinario fascista reconoce abiertamente su carácter totalitario y toma el término para autodenominarse, así como adopta deliberadamente para el nuevo Partido-Estado la forma de un culto a la personalidad que asegure por presión social la subordinación de todas las jerarquías al líder de las masas, como expresión del triunfo de la voluntad sobre la inercia de la historia, contra toda forma liberal de pluralismo político o social, o al menos contra toda autonomía "plutocrática" de las diferentes formaciones sociales. En el fascismo (sea bajo la forma ejercida por el partido Fascista o bajo su expresión más radicalizada en el caso del partido Nacionalsocialista) se niega la existencia de necesarios antagonismos socioeconómicos entre clases y se afirma una falsación de la historia por parte de quienes tratan de combatirla.

### Aspecto político
El totalitarismo es un monismo político porque rige toda la estructura de poder en torno al poder político, generalmente un solo líder, absorbiendo los poderes que se afinan a este y negando los que son independientes o contrarios. De esta forma, al contrario de las formas de estado democráticas, en donde el poder político es una forma más de poder, que se encuentra en una jerarquía, sobre el poder social, en el totalitarismo no existe esa jerarquía de poderes, debido a que sólo existe uno, el poder político total.
A diferencia del liberalismo y del marxismo[cita requerida] que cuentan con una coherente exposición de principios ideológicos, las doctrinas totalitarias se configuran a la par que estos movimientos surgen con el propósito de alcanzar el poder y establecer su sistema de dominación. No hay doctrina. Una primera característica es su exaltación del Estado, de un Estado omnipotente o totalitario y llevar el respeto a los líderes de estos a un nivel de casi "culto a la personalidad".
A ello, el nacionalsocialismo agrega la configuración de un Estado sustentado en supuestos étnicos y racistas. Por ello, el fin supremo del Estado nazi es la preservación de la pureza racial, la que justifica la política racista y antisemita del Tercer Reich. Antiparlamentarismo bajo la dirección de un jefe o caudillo -Duce (Mussolini), Führer (Hitler), Caudillo (Franco)- dotado de un poder “carismático” y capaz de crear por sí solo la voluntad nacional y de dirigirla en beneficio de la colectividad insustituible.
Su odio febril a la democracia y a sus manifestaciones más comunes, la libertad y la igualdad políticas. Así frente a la “falacia” de la igualdad democrática (vale destacar que desde el paradigma totalitario la democracia liberal es también un totalitarismo[cita requerida]), exhiben como ideal la dicotomía superiores-inferiores. En el “código” social fascista el hombre es superior a la mujer, el militar al civil, el miembro del partido al que no lo es, se puede expresar las principales características:
- Se halla un imperialismo militarista.
- El dogmatismo de las ideas y las intolerancia fundamentan la fe ciega en el caudillo.
- Utilizan los símbolos y los nuevos medios de propaganda de masas. Existe un partido único.

### Aspecto jurídico

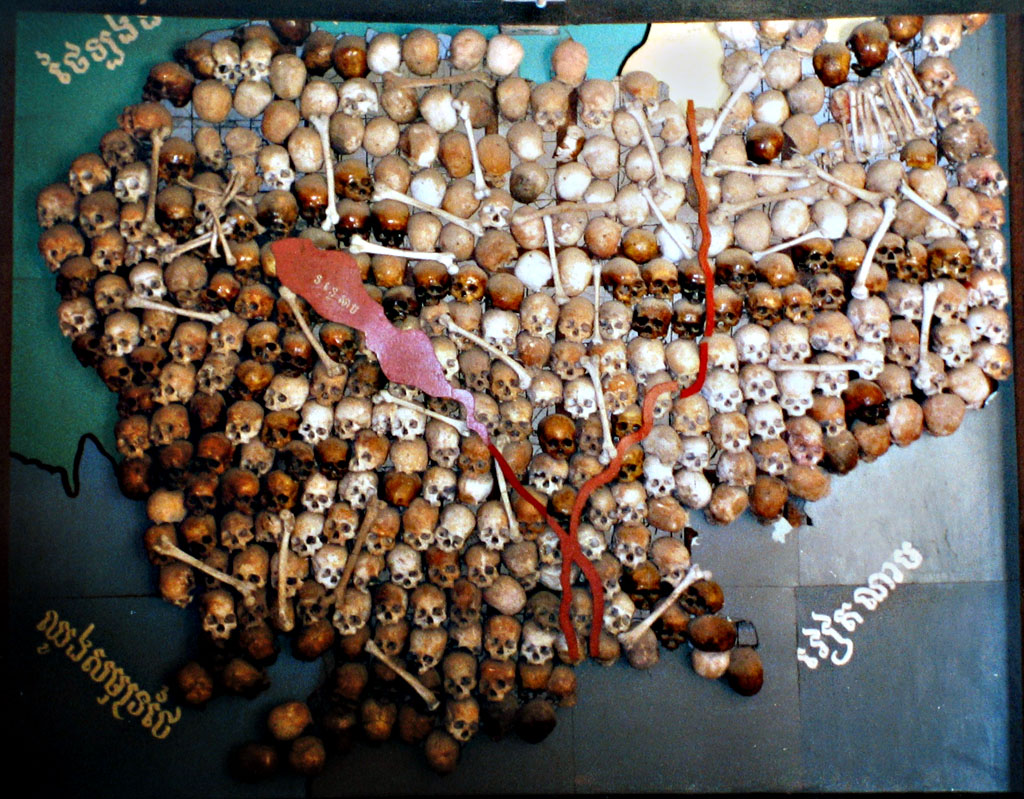
Mapa hecho con cráneos de las víctimas del régimen de Kampuchea Democrática, exhibido en el Museo Tuol Sleng.

El Totalitarismo maneja su propia concepción del derecho afirmando que sólo existe un derecho positivo que el Estado otorga a las personas. Es decir, que no existen derechos naturales en las personas, por el solo hecho de ser personas, además niega la existencia de dignidad en la persona humana de manera natural. Los derechos naturales que pudiesen existir, el totalitarismo considera que son otorgados por el estado, por lo tanto pasan a ser derechos positivos.

## Origen y evolución del término

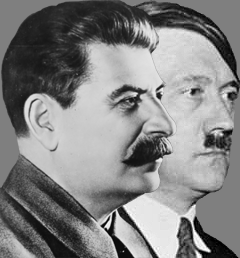
Aunque sus ideologías políticas guardaban algunas diferencias, tanto el régimen de Stalin (comunismo), como el de Hitler (nacionalsocialista), fueron totalitarios.

Si tratamos de establecer la genealogía de la noción de totalitarismo, es necesario remontarnos a los primeros tiempos del fascismo: en efecto, es en la reflexión surgida tras la aparición del fascismo italiano cuando se utiliza por primera vez el adjetivo "totalitario" que aparece antes que el sustantivo. Parece ser que fueron los adversarios políticos de Mussolini quienes utilizaron el adjetivo por primera vez durante los Años 20 para estigmatizar el régimen de Mussolini.
El dictador italiano no tardó en utilizar el término, evidentemente con connotaciones positivas. Una frase muy citada de un texto realizado conjuntamente por Mussolini y su principal ideólogo Giovanni Gentile dice así: «para el fascismo, todo está dentro del estado y nada humano o espiritual existe ni tiene valor fuera del estado, en ese sentido el fascismo es totalitario».
El término reencuentra su connotación peyorativa en la pluma de los intelectuales alemanes opuestos a Hitler, a destacar Herbert Marcuse o Franz Neumann, poco después, en 1941 aparece por primera vez escrito el sustantivo «totalitarismo». 
El término va a emigrar de Italia y Alemania a los principales países de acogida de los opositores políticos, predominantemente Estados Unidos y Francia. Paralelamente, el término "totalitarismo" empieza a circular por la oposición política a Stalin, mayormente en boca de intelectuales como Victor Serge o Boris Souvarine.
Aunque «totalitario» y «totalitarismo» son términos surgidos de la lucha política, rápidamente van a dar el salto al mundo académico ya que muchos de los opositores que lo utilizan son intelectuales, se pueden citar ejemplos como el libro del autor católico Jacques Maritain Humanismo Integral» (1936) o el trabajo de Ġūrīān (1935-39) o igualmente la obra de Hayes La novedad del totalitarismo en la historia de occidente, publicada en EE. UU.
Por supuesto, la utilización del término totalitarismo va a depender del contexto político del momento, a partir de 1941 nace una alianza entre los países occidentales y la Unión Soviética para luchar contra el nazismo, dicha alianza limita la utilización del término «totalitarismo» a la Alemania nazi, la dicotomía democracia/totalitarismo se encuentra oculta por la división fascismo/antifascismo.
Tras el paréntesis de la Segunda Guerra Mundial, a lo largo de la guerra fría, va a aparecer una teoría científica del totalitarismo, es en estos años cuando aparece la obra capital de Hannah Arendt, Los orígenes del totalitarismo, dicha obra va a constituir la consolidación de la teoría del totalitarismo.

Por primera vez una pensadora [Arendt] unía nazismo y estalinismo bajo un mismo concepto: "Totalitarismo", que significa la supresión radical por parte del poder de "la política" (la actividad de los ciudadanos libres para interactuar en el mundo) y, con ello, la instauración como derecho de Estado del desprecio absoluto hacia los individuos, poco menos que objetos prescindibles.

En la guerra fría, organizaciones anticomunistas, muchas de ellas subvencionadas por el bloque capitalista van a construir un edificio ideológico sobre el totalitarismo con un enfoque anticomunista, dicho enfoque va a encontrar oposición en los intelectuales europeos comunistas siendo estos hostiles a la teoría del totalitarismo.

## Características según diferentes autores
Totalitarismo, es un término utilizado tanto coloquialmente como en textos científicos, diferentes autores lo han descrito de diferentes maneras, dando unos parámetros más o menos restrictivos, algunos autores con obras importantes sobre el tema son:

### Horkheimer, Adorno y la Escuela de Fráncfort
Unas de las críticas formales más antigua al totalitarismo procede de la Escuela de Fráncfort, preocupada por el proceso que había hecho que la Razón, aplicada a la explotación del ser humano y revestida de la retórica de la eficacia y la utilidad, hubiera contribuido a que los nazis sistematizaran el exterminio. En el Institut für Sozialforschung se estudió la relación de continuidad entre la industria cultural y la cultura de masas, relacionando la sociedad totalitaria del Nacionalsocialismo y la capacidad de persuasión y manipulación que poseen los nuevos procesos de transmisión ideológica.
Horkheimer fundamenta la distinción básica de la Escuela entre Razón Crítica y Razón Instrumental, denunciando que la autopresentación del positivismo como metodología experimental acentúa el carácter instrumental de la razón, más que como proceso lógico, como resultado y consecuencia sociopolítica. Despojada de sentido crítico, la razón solo es racionalización, nada más que el uso del esquema medio-fin en unos objetivos cuyo resultado último es sólo consolidar lo "constituido". Hay una preocupación, el "después de Auschwitz" que recorre la obra de Adorno, que impulsa la teoría que se resiste a la complicidad con los principios de dominación social. 
Nazismo y Fascismo constituyen fenómenos sociopolíticos en los que el poder y la conciencia funcionan en sincronía. Los prejuicios articulan tipos de caracteres que son el sustrato profundo para el triunfo del autoritarismo y de los más temibles movimientos de masas. Al desaparecer el Nazismo de Hitler no desaparecen los procesos de autoritarismo latente. Al contrario, la cultura de masas y la sociedad capitalista de consumo representan el renacer de la razón instrumental que convierte a los sujetos en objetos y sitúa los objetos como los fines de la vida humana. La sociedad de consumo de masas es la que altera el esquema medio-fin, haciendo que los medios parezcan los fines y, a la inversa, los fines y objetivos de una existencia realizada (amistad, conocimiento, realización) se vuelvan medios para el consumo de productos en los que el individuo "deberá" encontrar su "ser".
Adorno y Horkheimer analizan el existencialismo de Kierkegaard, la fenomenología de Husserl y en especial la filosofía de Heidegger, que acentúan la existencia abstracta del sujeto y diluyen los aspectos histórico-objetivos, de modo que el absurdo acaba siendo el sentido y fin de la vida humana. Son filosofías de la vida que apelan a lo instintivo como liberación en un "ser para la muerte" que será el caldo de cultivo de políticas de expansión militar. Subjetivismo y positivismo son las dos caras de la misma puerta: la voluntad de dominio, sobre la Naturaleza o sobre los "otros". Esto para Adorno finaliza en una mistificación del pensamiento que queda detenido y confinado sobre sí mismo, sin capacidad para percibir y comprender a los "otros", considerados enemigos. A partir de ahí el pensamiento que situaba los ideales de progreso, de educación y de igualdad como ejes históricos acaba, con la consolidación del capitalismo industrial, justificando la administración científica de la muerte al devenir en razón instrumental en la que el progreso se confunde con la técnica, la educación con la mera formación de la nueva mano de obra y la igualdad se identifica con uniformidad que fomenta el consumo. 
La irracionalización colectiva de la Sociedad de Masas conlleva fuertes componentes de autoritarismo en el que aún perviven herencias del Nazismo. La xenofobia y la misogínia, por ejemplo, se fomentarán políticamente en momentos de crisis económicas y sociales a través de los mensajes de la cultura comunicativa y en función de los objetivos coyunturales de las corporaciones transnacionales.
Escala F
En su obra La personalidad autoritaria Adorno trató de establecer una Escala F de fascismo, objetiva, mediante la que trataba de detectar actitudes prefascistas. Los que puntuaban alto en la escala eran individuos que pensaban siempre en términos jerárquicos, odiaban lo débil, idealizaban a sus padres, valoraban en exceso el éxito, eran exageradamente optimistas, pensaban en términos rígidos y estereotipados, creían en el individuo medio, rechazaban lo subjetivo y las opiniones críticas, etc. El estudio incluía una escala A-S, que medía el grado antisemitismo; la escala E, el etnocentrismo; y la escala PEC, que trataba de medir el conservadurismo político y económico.
Los críticos adujeron que la encuesta tenía cierto sesgo (individuos jóvenes californianos de clase media), y para eliminarlo sería necesario un contraensayo con mayor población. También se cuestionó que no se había aplicado el método a autoritarismos de izquierdas, lo que se explica porque en el periodo de recogida de datos, los años cuarenta, aún no estaba claro el alcance y la dimensión del estalinismo. Por otro lado el método propuesto no excluye a priori ser aplicado a la mentalidad totalitaria sea cual sea su vehículo o coartada ideológica.

### Hannah Arendt
La autora más conocida en materia de totalitarismo, propone una caracterización muy estricta que ella solo aplica al estalinismo y a la Alemania nazi, no se interesa por otros regímenes que le son contemporáneos como la China de Mao Zedong. 
En su obra "Los orígenes del totalitarismo", estudia el fenómeno en profundidad: Estudia su estado embrionario el llamado "imperialismo continental" que lleva al fenómeno del pangermanismo y paneslavismo a través de su fuerza motriz que ella llama "nacionalismo tribal", germen del pangermanismo y paneslavismo. Estudia el nacimiento y consolidación del llamado movimiento totalitario que aún no se ha implantado pero ya cuenta con la propaganda y la organización totalitaria.
La propaganda
Es una mezcla de supuesta ciencia y profetización, bajo la apariencia de ciencia, de un lenguaje lógico se esconde un lenguaje profético. Este esfuerzo propagandístico va a crear un imaginario más seductor para el público que el mundo real, en el caso Nazi, la conspiración judía que requiere de una defensa por parte del pueblo alemán.

#### El totalitarismo en el poder
El objetivo último del totalitarismo es la dominación total del planeta, una vez en el poder, se desarrolla un hipernacionalismo que va más allá de la búsqueda del bien nacional teniendo como objetivo un dominio global.

### Raymond Aron
En este autor, el concepto central de la teoría del totalitarismo es la ideología que se manifiesta a través del partido, la consecuencia de la aplicación de la ideología en un régimen de partido único es la dominación total de la sociedad.
En su obra Democracia y totalitarismo ofrece cinco caracteres del totalitarismo
- Un único partido posee el monopolio de la actividad política legítima.
- Dicho partido único está armado de una ideología que le confiere una autoridad absoluta.
- El estado se reserva el monopolio de los medios de persuasión y coacción, los medios de comunicación son dirigidos por el estado (en concreto las telecomunicaciones).
- La economía, al menos en gran parte es controlada por el estado y se convierte en parte del estado mismo.
- Politización de toda actividad, terror. Las faltas cometidas por los individuos en el marco de una actividad económica o profesional son simultáneamente faltas ideológicas. Esto entraña una conversión en ideológicas de todas las faltas o delitos cometidos por los individuos que lleva a un terror ideológico y policial.

A las características ya nombradas, Aron añade, a medida que publica nuevas obras otras tres que complementan al resto:
- Ideología que se convierte en verdad oficial del estado.
- Confusión entre sociedad civil y estado.
- Fusión entre partido y estado

El monopolio político por parte del estado se basa en un solo partido que llega a confundirse con el estado. La fusión del estado y el partido, se basa en un partido único cuya existencia se justifica por:
- La noción de representación auténtica, pretensión del partido de encarnar el sistema, excluyendo a cualquier otra representación posible.
- El objetivo histórico, en el caso de la Unión Soviética de Stalin, la transformación revolucionaria de la sociedad.

Como consecuencia, el estado esta inseparablemente unido al partido que tiene el monopolio; la ideología del partido se convierte en la ideología del estado y aparecen dos sentimientos dominantes: la fe y el miedo. La fe impulsa a los militantes del partido único y el miedo mantiene al resto paralizado.
Raymond Aron, a diferencia de Hannah Arendt, establece diferentes grados, expone un modelo teórico al que es posible pertenecer de forma más o menos perfecta, regímenes que en Hannah Arendt no son totalitarios si lo son en Aron. Según Aron es posible circular por diferentes grados de totalitarismo a lo largo de la historia de un régimen, de este modo, liga el régimen de Lenin al de Stalin, considerando totalitarios a ambos. Aron considera que en la Rusia de Lenin ya estaba el germen de la ideología que engloba al estado y que por lo tanto este régimen es totalitario, si bien no de forma tan absoluta como en los periodos 1934-1938 y 1939-1953. Tras la muerte de Stalin, según Aron, se producen cambios importantes, pero el régimen se mantiene totalitario (contradiciendo a Hannah Arendt). Cierto culto al jefe desaparece, pero el monopolio ideológico y de partido se mantiene.
La visión del fenómeno en Aron es mucho más flexible, se admite cierta indeterminación en los parámetros, de modo que siguiendo su modelo teórico se puede incluir como totalitarismo toda la historia de la Unión Soviética, además, Aron, equipara sin tapujos dicho régimen a la Alemania Nazi, aunque establece la diferencia de que la Unión Soviética se sustentaba sobre un edificio ideológico de carácter humanista, mientras que el régimen de Hitler era antihumanista y destructivo. En ese sentido, el nazismo cumple sus objetivos manifiestos, mientras el estalinismo los incumple.

### Claude Lefort
Lefort forma parte de los teóricos de la política que consideran el Totalitarismo como una categoría política nueva, diferente en su esencia de todas las categorías empleadas desde la Grecia clásica, como las nociones de dictadura o tiranía, además, contrariamente a autoras como Hannah Arendt que limitan el término al Tercer Reich y a la Unión Soviética entre 1936 y 1953, Lefort lo aplica a los regímenes de Europa del este en la segunda mitad del siglo XX, una época en la que el terror, un elemento central del totalitarismo en otros autores, había perdido su dimensión paroxística.
Es al estudiar dichos regímenes y tras la lectura de la obra de Aleksandr Solzhenitsyn cuando Lefort ha desarrollado su análisis del totalitarismo, que aunque sin ser teorizado en una obra unificada, se expone en La invención democrática. Los límites de la dominación totalitaria (1981), una selección de artículos escritos entre 1957 y 1980.

## Diferencias entre totalitarismo y autoritarismo
En 1964 el politólogo español Juan José Linz, profesor de la Universidad de Yale, propuso diferenciar entre los regímenes totalitarios y los regímenes autoritarios, cuyo ejemplo más claro era para Linz la dictadura franquista.  Linz tomó como referencia para definir los regímenes autoritarios la teoría del totalitarismo expuesta en 1956 por Carl Joachim Friedrich y Zbigniew Brzezinski. Las diferencias entre los dos tipos de regímenes políticos se exponen en el siguiente cuadro, elaborado a partir del análisis realizado por el historiador español Enrique Moradiellos.
| Régimen totalitario (según Friedrich y Brzezinski) | Régimen autoritario (según Linz) |
| Presencia de un poder hegemónico, personificado e individualizado en un líder carismático que ejerce su autoridad absoluta de modo monopolístico y sin autonomía apreciable para mandos intermedios. | El dictador (o a veces un pequeño grupo) «ejerce su poder dentro de límites formalmente mal definidos, pero en realidad bastante predecibles».                                                              |
| Existencia de un partido único de masas que forma parte integral del aparato del Estado y que responde a una ideología precisa y definida.                                                           | El régimen carece de «una ideología elaborada y directora (pero con una mentalidad peculiar)». |
| Pretensión de control absoluto de todas las actividades políticas y sociales, con la reducción al mínimo o supresión simple de la esfera de la vida social privada                                   | El partido único ve frenada su pretensión de dominio omnímodo del Estado por la resistencia efectiva de otras instituciones (el Ejército y la Iglesia)                                                      |
| Mantenimiento de un alto grado de movilización política de la población a través de canales y vías de encuadramiento oficial: sindicatos, organismos juveniles, grupos de mujeres, etc.              | Descarta la necesidad de la «movilización política extensa e intensa» («excepto en algunos momentos de su desarrollo») en favor de la «apatía», la desmovilización y el conformismo pasivo de la población. |
| Control policiaco y represión intensa y activa de toda oposición latente o patente y de cualquier grado de libertad de prensa y de comunicación.                                                     | Existencia de un «pluralismo político limitado» dentro de sus propias filas internas. |

Por su parte el también politólogo español Jaume Colomer insistió en 1996 en que las diferencias entre autoritarismo y totalitarismo no eran «de grado, sino de cualidad en la medida en que es posible establecer una diferencia de intencionalidad entre uno y otro sistema: el autoritarismo se propone el sometimiento de la sociedad; el totalitarismo busca la conformación de la sociedad... invade la esfera social buscando su conformación a un determinado sistema de valores, de comportamientos y de adhesión. Allí donde el autoritarismo se detiene, una vez eliminado cualquier riesgo para la estabilidad del sistema, el totalitarismo sigue persiguiendo unas finalidades que no son ya tan sólo la eliminación de la disidencia, sino la consecución de unos objetivos de ingeniería social cuyo fin es la transformación de las estructuras mismas de la sociedad, incluso en sus niveles de mayor privacidad, para adaptarlas a un determinado referente ideológico fuerte».
Según el politólogo español Ignacio Molina los regímenes totalitarios se diferencian de los autoritarios en que tienen una ideología elaborada destacando el ensalzamiento del líder, buscan el apoyo de las masas, no solo someterlas, y en que su meta última es realizar grandes cambios en la sociedad y no solo imponer su poder sobre la misma.